# Noah Martin (Autorin)
Noah Martin ist das Pseudonym einer deutschen Autorin (* 15. Januar 1971 in Werdohl, Nordrhein-Westfalen als Natalja Schmidt).

## Leben
Nach ihrem Abitur am Burggymnasium Altena studierte Martin an der Freien Universität Berlin und der Philipps-Universität Marburg Neuere deutsche Literatur & Medien, Politikwissenschaft und Kunstgeschichte. Nach ihrem Studium arbeitete sie in verschiedenen Positionen in der Buchbranche; heute ist sie in leitender Funktion bei einem Münchner Verlagshaus beschäftigt.
Ihren ersten Roman Raffael – Das Lächeln der Madonna veröffentlichte sie 2020, im Jahr 2023 folgte Florentia – Im Glanz der Medici. Seit ihrem Studium der Kunstgeschichte haben sie die Renaissance und ihre Künstler fasziniert.
Noah Martin ist Gründungsmitglied und langjährige Vorsitzende der Phantastischen Akademie e.V., die seit 2012 den Phantastik-Literaturpreis Seraph verleiht. Sie lebt und arbeitet in München.

## Werke

### Romane
- Raffael – Das Lächeln der Madonna. Droemer Knaur, München 2020, ISBN 978-3-426-28229-8.
- Florentia – Im Glanz der Medici. Droemer Knaur, München 2023, ISBN 978-3-426-28396-7.

### Hörbücher
- Florentia – Im Glanz der Medici. Argon Verlag, Berlin 2023.